# Europid nagyrassz
Az europid vagy kaukázusi nagyrassz (használatos még a “fehérek” elnevezés is) jellemző vonásai a domború arc, keskeny orr. A szőrzet többnyire egyenes. Általában a magasabb termet a jellemző rá, de előfordulnak alacsonyabb csoportok is. Feltételezett hazája a Kaukázus.

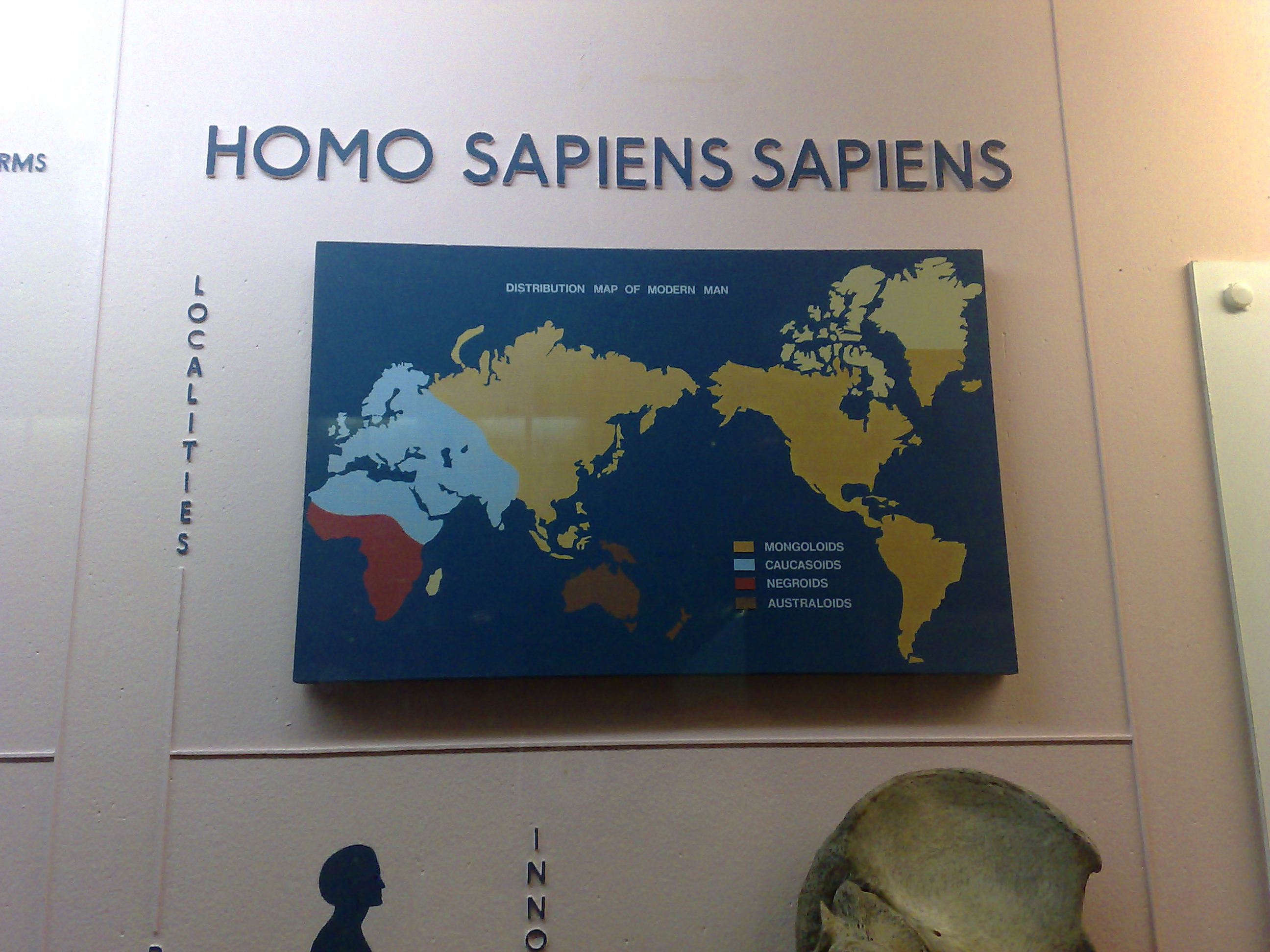
Őslakos nagyrasszok a világban, Brit Természettudományi Múzeum

Indiától Európáig megtalálhatóak az ide tartozó alrasszok.
Gyakran fehér rassznak hívják, ami téves, mivel vannak sötétebb színkomplexiójú alrasszai: pl. mediterrán rassz, indid rassz, orientalid rassz.

## Alrasszai

### Alpi rassz
Rövid koponyájú, kerek arcú, a pigmentáció a közepes vagy sötét, a testalkat zömök. Sok helyütt előfordul Közép-Európában.

#### Gorid rassz
Hívják kelet-alpinak is. Az balti és az alpi átmenete. Elnevezése a lengyel nyelvből származik a hegy szóra utalva. Sok gorid van Szlovákia, Magyarország, Ukrajna és Dél-Lengyelország területén.

### Mediterrán rassz

#### Gracil-mediterrán rassz
A Földközi-tenger északi partvidékén és a környező területeken honos. Közepes, alacsony termetű, gracilis (törékeny, vékonycsontú) felépítésű, az európai átlagnál sötétebb pigmentációjú.

#### Pontuszi rassz
Gyakori Ukrajnában, Romániában, Bulgáriában, az Égei-tenger környékén – Görögország, Törökország. Magas és nagyon gracilis, finom vonásokkal, magas koponyával, hosszú homlokkal, kissé hosszú szemnyílással rendelkezik. Létezik világosabb változata is, az észak-pontuszi, jellemzően kelet-európai elterjedésű.

#### Atlanto-mediterrán rassz
Egyenes orrú és igen hosszú koponyájú mediterrán. Az atlanti és a gracil-mediterrán között van. Magasabb, mint a gracil-mediterrán. Elterjedt az Ibériai-félsziget északi részén, Nyugat-Európában és Olaszországban.

#### Atlanti rassz
Formailag a nordikushoz hasonló, de színkomplexiója sötétebb, míg a szem világosabb színű. Nyugat-európai típus. (Névváltozat: észak-atlanti rassz.)

#### Irano-afgán rassz
Viszonylag magas, hosszú vagy közepes koponyájú, hosszú arcú és hajlott orrú típus. Iránban, Afganisztánban és a környező területeken fordul elő.

### Dinári rassz
Nevét a Dinári-hegységről kapta. Gyakori Délkelet- és Közép-Európa sok vidékén. Rövid koponyahossz, lapos tarkó, hosszú arc, hosszú és konvex orr, sötét pigmentáció, magas termet jellemző rá.

#### Norikumi rassz
Átmenet dinári és a nordikus (a pigmentációja miatt) között. közép-európai rassz.

### Cro-magnoid rassz

#### Borreby rassz
Észak-és Közép-Európa területén gyakori típus. Rövid koponyájú, többnyire világos cro-magnoid.

#### Dalo-fáli rassz
Egyéb nevein: fáli, dalo-nordikus. Világos pigmentációjú, magas, mezomorf típus, mely Észak-Németországban és Skandináviában fordul elő.

#### Nyugat-balti rassz
Hazája Kelet-Európa, különösen a Balti-térség. Rövid koponyájú, robusztus típus.

#### Brnói rassz
Írország nyugati részén jelentős, de nevét a cseh Brno városáról kapta, mivel leleteit ott találták meg. Hasonló a dalo-fálihoz. A haj gyakran vörös.

### Nordikus rassz

#### Skando-nordikus rassz
Hosszú arcú, hosszú koponyájú, magas, karcsú, világos pigmentációjú (jellegzetesen szőke). Jellemzően Skandináviában található meg.

#### Kelta-nordikus rassz
A keltákhoz kapcsolódó típus. Alacsony koponyaboltozat, kiugró orr, közepes koponyahossz jellemző rá. Előfordul a Brit-szigeteken, a Benelux államokban, Délnyugat-Németországban és Svájcban.

### Balti rassz
A finnek, észtek, lettek és litvánok gyakori típusa, de megtalálható Északnyugat-Oroszországban, a volt Poroszországban és Skandináviában is. A színkomplexió világos. A koponya rövid. Az orr jellemzően pisze. Alapvetően közepes termetű.

### Armenid rassz
Sötét színkomplexiójú, nagyfejű típus. A dinárihoz hasonló, a főkülönbség a nagyobb arc és a nagyobb orr. Megtalálható a Közel-Keleten, különösen az örményeknél.

### Kelet-balti rassz
Nagy fejű, rövid és kerek arcú, pisze orrú típus. A hajszín hamuszőke, a szemszín szürkéskék. Mutat némi mongoloid hatást. A lappidhoz hasonló, csak világosabb. Főként Észak-Európában található meg.

## Kritikái
Az emberi faj (Homo sapiens) nagyrasszokra való felosztását a 18. században találták ki, elsősorban azzal a céllal, hogy megpróbálják alátámasztani a gyarmatosítás jogosságát a gyarmatosított népek "alacsonyabb rendűsége" miatt. Ez a szemlélet ma már elavult, a modern tudomány bebizonyította, hogy biológiai alapon a csoportosítás ilyen formában nem létezik, a nagyrasszok között létező különbségek figyelembe vétele az egészségügyi ellátásban még mindig inkább az elavult elnevezéseket használják az Egyesült Államokban (kaukázusi, fekete, afroamerikai, ázsiai stb.), amelyek nem tükrözik a valódi biológiai különbségeket.